# Tendra pontica
Tendra pontica is een mosdiertjessoort uit de familie van de Tendridae. De wetenschappelijke naam van de soort is, als Electra pontica, voor het eerst geldig gepubliceerd in 1980 door Gryncharova.